# Banquete de los arcabuceros de San Jorge de Haarlem
Banquete de los arcabuceros de San Jorge de Haarlem, es un cuadro del pintor neerlandés Frans Hals. Está realizado al óleo sobre lienzo. Mide 175 cm de alto y 324 cm de ancho. Fue pintado en 1616. Junto con el Retrato de la milicia cívica de San Adrián es uno de los más destacados retratos colectivos que atesora el Museo Frans Hals, de Haarlem, Países Bajos.
Se trata del primer gran retrato de grupo ejecutado por Frans Hals. Existen precedentes, como el Retrato de los oficiales de los arcabuceros de San Jorge ejecutado por Cornelis van Haarlem (1599). Pero Frans Hals hizo su gran aportación en este género, transformando la mera acumulación de retratos independientes en una escena coherente, cuya ocasión es un banquete.
Cinco fueron los encargos que recibió Frans Hals para pintar los retratos de las milicias cívicas de Haarlem. El propio Hals era miembro de la milicia de San Jorge desde 1612.
Representa un banquete de una de las milicias cívicas, de arcabuceros, de la ciudad, con las que el pintor estaba muy relacionado. Estas asociaciones datan del siglo XIII, representando el poder ciudadano frente al poder feudal; tuvieron gran trascendencia en las luchas por la independencia de los Países Bajos. A través de estos retratos mostraban su poderío, así como la bonanza económica que vivía la ciudad. Estos aspectos son simbolizados, además de por el carácter afable de sus miembros, por el hecho de que se encuentren inmortalizados durante un banquete. Está documentado quién es cada uno de los representados, dándose la circunstancia de que alguno de ellos, al continuar en la milicia en 1627, aparece en el segundo retrato de grupo de la milicia de San Jorge elaborado por Hals aquel año, y similar a este.
La luz destaca los rostros y las manos con la intención de hacer más notorio los gestos de sus figuras. El juego de luces, tomada del exterior, sirve para contrastar la sobriedad de los ropajes de esta asociación cívica de carácter puramente calvinistas.
Destaca también la posición de las figuras, de forma manierista y que van más allá de las meras personas sentadas en torno a una mesa.